# Alodia Kawecka-Gryczowa

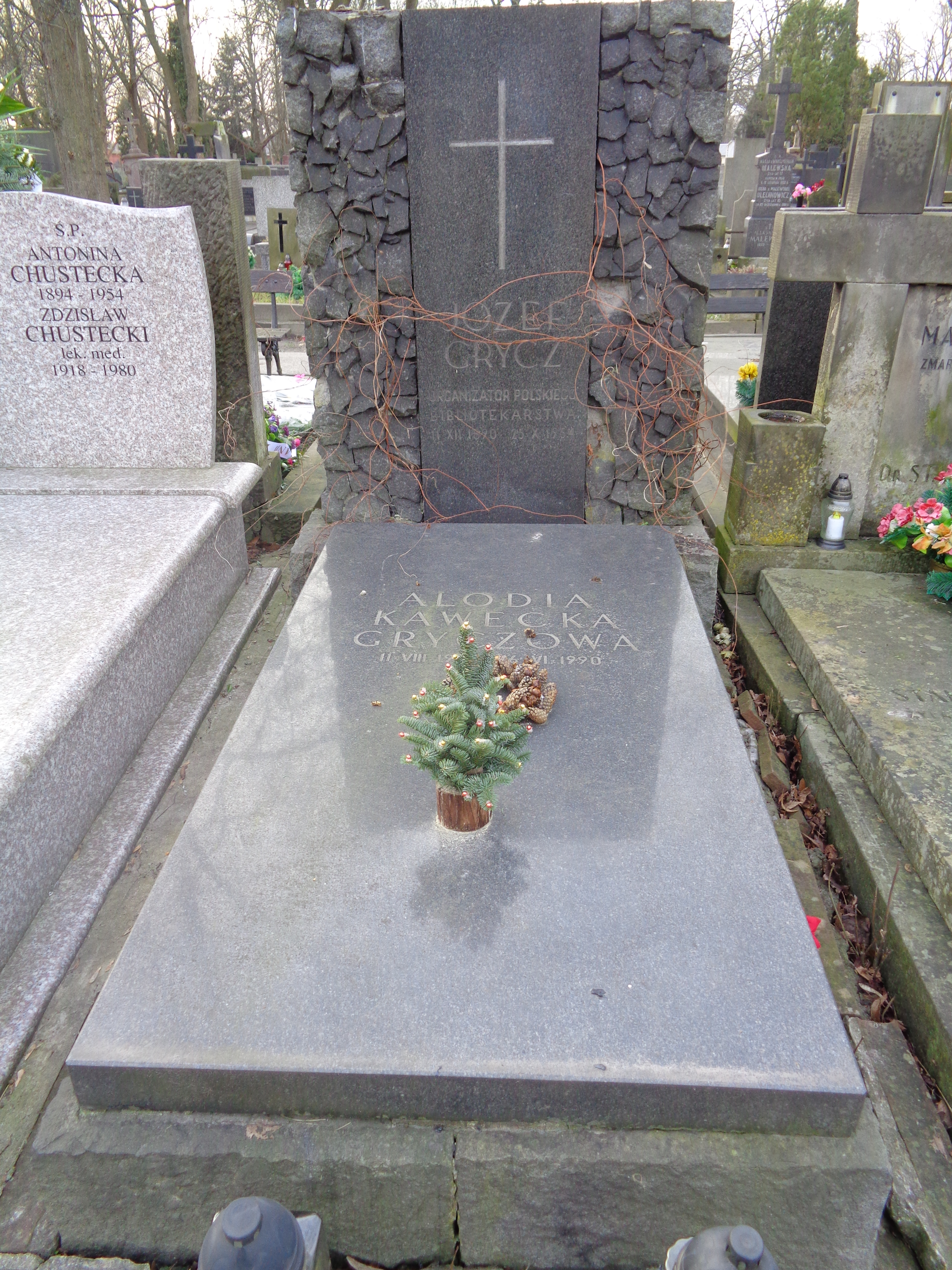
Grób Alodii Kaweckiej-Gryczowej na cmentarzu Stare Powązki

Alodia Kawecka-Gryczowa (ur. 11 sierpnia 1903 w Warszawie, zm. 16 czerwca 1990 tamże) – polska bibliotekarka, historyk kultury, bibliolog i bibliograf, profesor i kierownik Pracowni Bibliografii Staropolskiej Instytutu Badań Literackich Polskiej Akademii Nauk w Warszawie, wieloletni pracownik Biblioteki Narodowej, doctor honoris causa Uniwersytetu Wrocławskiego.

## Życiorys
Ukończyła ośmioklasowe gimnazjum filologiczne Zofii Sierpińskiej w Warszawie i po egzaminie dojrzałości w 1921 rozpoczęła studia polonistyczne na Uniwersytecie Warszawskim. Ze względu na trudności materialne studia łączyła z pracą w biurze handlowym, a także uczęszczała na kursy handlowe dla zabezpieczenia w przyszłości innego zawodu. W 1925 przeniosła się do mieszkającej w Krakowie matki i na Uniwersytecie Jagiellońskim kontynuowała studia, zakończone uzyskaniem absolutorium w 1928. Uczęszczała m.in. na seminarium z historii kultury prowadzone przez Stanisława Kota, pod wpływem którego zainteresowała się piśmiennictwem staropolskim, szczególnie dobry Odrodzenia. W 1926 opublikowała w roczniku Reformacja w Polsce (redagowanym przez Kota) fragment przygotowywanej rozprawy doktorskiej (Kancjonały protestanckie na Litwie w wieku XVI).
Na Uniwersytecie Jagiellońskim Kawecka ukończyła też roczne studium pedagogiczne, a pod koniec studiów odbyła praktykę w Bibliotece Jagiellońskiej. W listopadzie 1928 została zatrudniona w Bibliotece Kórnickiej, kierowanej ówcześnie przez Stanisława Bodniaka. Prowadziła tu prace katalogowe (czego efektem był artykuł Bibliographica XVII s. w drugim zeszycie „Pamiętnika Biblioteki Kórnickiej”, prezentujący nieznane wcześniej lub błędnie opisane druki polskie z XVII wieku), a także inne badania historyczne; opublikowała m.in. rozprawę o Pamiętnikach Jana Kilińskiego, pierwszym wydawnictwie Biblioteki Kórnickiej („Pamiętnik Biblioteki Kórnickiej”, zeszyt 1, 1929). Jednocześnie prowadziła kancelarię biblioteki.
1 października 1930 podjęła pracę w powołanej niewiele wcześniej Bibliotece Narodowej w Warszawie. Po utworzeniu Działu Starych Druków (w styczniu 1931) znalazła się w tamtejszym zespole pod kierownictwem Kazimierza Piekarskiego. Alodia Kawecka (od 1935, po ślubie z bibliotekarzem i kierownikiem referatu bibliotek w Ministerstwie Wyznań Religijnych i Oświecenia Publicznego Józefem Gryczem — Kawecka-Gryczowa) stała się najbliższą współpracowniczką Piekarskiego (była również jego zastępczynią jako kierownika Działu) i wraz z nim przygotowała m.in. Katalog Biblioteki Horynieckiej XX. Ponińskich. Część 1: Inkunabuły i polonica XVI wieku (1936) oraz spis Inkunabuły w „Biuletynie Przybytków Biblioteki Narodowej” (1938). Wspólnie pracowali także nad centralnym katalogiem inkunabułów i starych druków na potrzeby Biblioteki Narodowej, publikując m.in. artykuł, wraz z inwentarzem, na temat inkunabułów z księgozbiorów ziemi cieszyńskiej („Zaranie Śląskie”, 1936). Po powołaniu polskiego zespołu do współpracy z Kommission für der Gesamtkatalog der Wiegendrucke (1935) Kawecka-Gryczowa pełniła funkcję sekretarza (zespołowi przewodniczył Piekarski).
W 1932 obroniła na Uniwersytecie Jagiellońskim przygotowaną pod kierunkiem Stanisława Kota rozprawę doktorską Polskie kancjonały protestanckie XVI w.; rozprawa, poza wspomnianym fragmentem dotyczącym ziemi litewskiej, nie ukazała się drukiem — Polska Akademia Umiejętności planowała jej wydanie po uzupełnieniu przez autorkę o materiały z XVII stulecia, ale na przeszkodzie stanął wybuch II wojny światowej. Z innych prac Alodii Kaweckiej-Gryczowej z tego okresu wymienić można Pieśnioksiąg Mrongowiusza (1933) oraz wysoko cenioną przez nią samą rozprawę Jakub Sylvius a rozłam w zborze małopolskim (1939). Kawecka opracowała też w 1933 krótki zarys historii Biblioteki Narodowej wraz z opisem kolekcji zbiorów, który rok później został opublikowany w wersji dwujęzycznej — po polsku i po francusku. Na IV Zjeździe Bibliotekarzy Polskich w 1936 wygłosiła referat spoza dziedzin jej zainteresowań historycznych Bibliotekarstwo publiczne. W latach 1933–1934 na łamach „Przeglądu Bibliotecznego” recenzowała Katalog inkunabułów Biblioteki Fundacji Wiktora hr. Baworowskiego we Lwowie Rudolfa Kotuli, a następnie prowadziła polemikę z Kotulą.
Po zajęciu Warszawy przez niemieckiego okupanta została zwolniona z pracy w Bibliotece Narodowej, przekształconej niebawem w II Oddział Staatsbibliothek Warschau. Jeszcze do lutego 1940 pracowała w charakterze wolontariuszki, następnie aktywnie uczestniczyła w akcjach ratowania dorobku przedwojennego. Wykonywała kopie zeszytów rejestracyjnych, szczególnie z bibliotek Pomorza i Wielkopolski, oraz w formie wykazu numerów bibliograficznych przygotowała czystopis centralnego katalogu inkunabułów w Polsce. Wraz z początkiem marca 1944 powróciła do oficjalnej pracy w bibliotece, kierowanej — z nominacji władz okupacyjnych, ale za zgodą polskiego podziemia — przez Józefa Grycza. W sierpniu 1944, kiedy drugiego dnia powstania warszawskiego dotychczasowe mieszkanie Gryczów zostało zajęte przez Niemców, Alodia Kawecka-Gryczowa dołączyła do męża i zamieszkała w gmachu biblioteki na ulicy Rakowieckiej, gdzie do 25 października uczestniczyła w ochronie zbiorów, także Biblioteki Wilanowskiej i Biblioteki Ordynacji Krasińskich. Razem z mężem troszczyła się o księgozbiór również po przymusowym wyjeździe do Pruszkowa, gdzie Józef Grycz osobiście nadzorował magazyny; wydarzenia te opisała we wspomnieniach w zbiorze Walka o dobra kultury (tom II, pod redakcją Stanisława Lorentza, 1970).
W styczniu 1945 Kawecka-Gryczowa przystąpiła do działań na rzecz dalszej ochrony oraz poszukiwania rozproszonych w latach wojny zbiorów. Inspektorat szkolny przy tymczasowym zarządzie miejskim powierzył jej kierowanie grupą bibliotekarzy chroniących zbiory Biblioteki Narodowej oraz znajdujących się na Rakowieckiej innych kolekcji, w tym księgozbiorów prywatnych; odbyła wówczas także kilka podróży w celach poszukiwawczych. Prace te kontynuowała po formalnym zmianie pracodawcy, przeszła bowiem od maja 1945 do Ministerstwa Oświaty. W resorcie, wspólnie z mężem, organizowała Oddział Dawnej Książki w Wydziale Bibliotek (wszedł on następnie w skład Naczelnej Dyrekcji Bibliotek) i stanęła na jego czele. Poza zadaniami zabezpieczającymi i poszukiwawczymi organizowała prace rejestracyjne oraz tworzyła warsztat do opracowywania starych druków. Oddział przekształcono z czasem w Ośrodek Opieki nad Dawną Książką i w styczniu 1950 włączono do Biblioteki Narodowej — na chwilę tę przypadł zarazem powrót Alodii Kaweckiej-Gryczowej do Biblioteki Narodowej. Kontynuowała działania na rzecz zrekonstruowania katalogu centralnego inkunabułów przygotowywanego przed wojną, a także przystąpiła do tworzenia Zakładu Starych Druków Biblioteki Narodowej, przed którym postawiła zadania uporządkowania, opracowania i wreszcie udostępnienia warszawskich zbiorów starych druków, których liczba, mimo zniszczeń wojennych, wzrosła (zniszczeniu uległy jednak zbiory najcenniejsze, m.in. fragment biblioteki króla Zygmunta Augusta). Dbając o przygotowanie odpowiednich kadr, Kawecka-Gryczowa prowadziła też w pierwszych latach powojennych zajęcia na kursach dla bibliotekarzy – we wrześniu 1945 w Kórniku, w 1948 w Krakowie.
Pracę w Ministerstwie Oświaty, a następnie w Bibliotece Narodowej, łączyła od 1948 z zajęciem w Instytucie Badań Literackich, gdzie kierowała Pracownią Bibliografii Staropolskiej. Formalnie stała na czele tej placówki do 1968, pełniła jednak później jeszcze obowiązki kuratora Pracowni. Prowadziła liczne kursy, szkolenia oraz seminaria, adresowane do studentów i bibliotekarzy, poza Biblioteką Narodową i Instytutem Badań Literackich m.in. w Bibliotece Jagiellońskiej, w Bibliotece Katolickiego Uniwersytetu Lubelskiego, na Uniwersytecie Warszawskim, na Uniwersytecie Łódzkim. Wchodziła w skład rad naukowych kilku instytucji, z którymi współpracowała – Biblioteki Kórnickiej, Biblioteki Narodowej (była wiceprzewodniczącą Rady), Instytutu Badań Literackich. Brała udział w pracach Towarzystwa Przyjaciół Książki w Warszawie (była wiceprezesem), Towarzystwa do Badania Dziejów Reformacji w Polsce (wchodziła w skład zarządu), Komisji ds. Badania Renesansu i Reformacji. Współpracowała z Komisją Literatury i Oświaty w Polsce Towarzystwa Naukowego Warszawskiego, by po reaktywowaniu tego Towarzystwa w 1982 wejść w poczet jego członków.
W latach powojennych Alodia Kawecka-Gryczowa kontynuowała także pracę naukową w dziedzinie historii książki. Od 1954 była profesorem nadzwyczajnym. W 1946 opublikowała Zarys dziejów piśmiennictwa polskiego w Prusach Wschodnich. W 1949 zainicjowała serię „Książka w dawnej kulturze polskiej” (wspólnie z Kazimierzem Budzykiem), którą otworzył (według numeracji, nie chronologii) tom Studia nad książką poświęcone pamięci Kazimierza Piekarskiego (1951); Kawecka-Gryczowa zamieściła w nim dużą rozprawę o swoim dawnym przełożonym. Serię „Książka w dawnej kulturze polskiej” w znacznym stopniu wypełniły dwa wielotomowe wydawnictwa, których redaktorką naukową i współautorką była Kawecka-Gryczowa — Dramat staropolski i Drukarze dawnej Polski od XV do XVIII w. W 1959 doprowadziła do wznowienia serii Polonia typographica saeculi sedecimi. Zbiór podobizn zasobów drukarskich tłoczni polskich XVI stulecia i była autorką trzech zeszytów tego cyklu (dotyczących osoby i działalności wydawniczej Macieja Wirzbięty). Artykuły Kaweckiej-Gryczowej z lat 1959–1971, poświęcone drukarstwu staropolskiemu, złożyły się na tom Z dziejów polskiej książki w okresie Renesansu. Studia i Materiały (1975); znalazły się tam m.in. przygotowywana przez wiele lat synteza historii polskiego drukarstwa XV–XVII wieku (Rola drukarstwa polskiego w dobie Odrodzenia), monografie oficyn Leszna i Grodziska, historia drukarni zamojskiej i inne prace. Dziejom drukarń ariańskich poświęciła ponadto m.in. pracę Prasy Krakowa i Rakowa w służbie antytrynitaryzmu (1959).
Kawecka-Gryczowa wielokrotnie uczestniczyła w opracowaniach katalogów. Były to m.in. Katalog starych druków Biblioteki m.st. Warszawy. Cz. 1: Inkunabuły (1949) oraz katalog XVI-wiecznych poloników tejże biblioteki (1957) czy katalog inkunabułów Biblioteki Zakładu im. Ossolińskich we Wrocławiu (1956); w opracowaniu niektórych współpracowała z Jadwigą Adamczyk, wieloletnią kierowniczką Działu Starych Druków Biblioteki Publicznej m.st. Warszawy. W 1970 redagowała, wspólnie z Marią Bohonos i Elizą Szandorowską, pierwszy tom (w dwóch częściach) centralnej rejestracji inkunabułów Incunabula quae in bibliothecis Poloniae asservantur. Część odkryć, związanych z pracami czy to katalogowymi, czy też rejestracyjnymi w ramach Ośrodka Opieki nad Dawną Książką Biblioteki Narodowej, stała się podstawą odrębnych publikacji Kaweckiej-Gryczowej, m.in. O pierwocinach drukarstwa na Morawach kilka szczegółów (1961) czy Fragmenta (1952). Opracowywała też wydania odnalezionych tekstów (Tragedia ruska, 1973; Komedia o szołtysie i żenie jego Macieja Ubiszewskiego, 1975). Przez wiele lat publikowała życiorysy ludzi książki w Polskim słowniku biograficznym, była również autorką artykułów w Słowniku pracowników książki polskiej (1972) oraz w Encyklopedii wiedzy o książce (1971).
Z innych prac Kaweckiej-Gryczowej z okresu powojennego można wymienić Historię książki i bibliotek w zarysie (1949), którą opracowała wspólnie z mężem, a po jego śmierci (Józef Grycz zmarł w październiku 1954) przygotowywała kolejne wydania (1959, 1961, 1964, 1968). W 1953 na Międzynarodowej Konferencji Bibliograficznej w Warszawie głosiła referat Aktualne zagadnienia retrospektywnej bibliografii w Polsce. W 1974 zaangażowała się w organizację międzynarodowej sesji naukowej w Warszawie i Krakowie na 500-lecie drukarstwa polskiego, nie mogła jednak w niej uczestniczyć w pełnym wymiarze, doznawszy w tym czasie złamania nogi. Brała także udział w konferencjach zagranicznych, m.in. w Tours w 1963, gdzie przedstawiała zagadnienie udziału książki drukowanej w rozwoju polskiej reformacji (tej samej tematyce poświęciła pracę La Livre et la réforme en Pologne, 1990, z Januszem Tazbirem).
W 1974 przeszła na emeryturę, z pracy naukowej jednak nie zrezygnowała; już jako emerytka ogłosiła 48 publikacji oraz wiele redagowała i recenzowała. Wydała w tym czasie m.in. książki Ariańskie oficyny wydawnicze Rodeckiego i Sternackiego. Dzieje i bibliografia (1974) oraz Biblioteka ostatniego Jagiellona. Pomnik kultury renesansowej (1988). Na potrzeby tej ostatniej publikacji, wykorzystując środki finansowe uzyskane z jednego z wyróżnień, w wieku 77 lat odbyła podróż naukową do Szwecji.
Jedną z form popularyzacji dziejów książki, szczególnie bliską Alodii Kaweckiej-Gryczowej, była działalność wystawnicza. Przygotowywała w Bibliotece Narodowej takie wystawy, jak Arianie w Polsce (1958, prezentowana też w Pradze rok później), Czterysta pięćdziesiąt lat drukowanej książki polskiej (1963), Książka polska przez wieki (1965, prezentowana też w Antwerpii), Książka polska wczoraj i dziś (1974). Głosiła również pogadanki w radiu i telewizji.
Była wielokrotnie odznaczana i wyróżniana. Odebrała też nagrodę Fundacji im. Alfreda Jurzykowskiego (1973/1974), nagrodę Ministra Kultury i Sztuki I stopnia (1981) oraz tytuł honorowy „Zasłużony dla Kultury Narodowej” (1986). Zadedykowano jej m.in. czwarty tom „Rocznika Biblioteki Narodowej”, dwudziesty dziewiąty tom „Roczników Bibliotecznych”, a także pracę Z badań nad dawną książką. Studia ofiarowane Alodii Kaweckiej-Gryczowej w 85-lecie urodzin (1991), gdzie znalazła się również bibliografia jej prac w opracowaniu Anny Wolińskiej. 15 maja 1990 na Uniwersytecie Wrocławskim miała miejsce uroczystość nadania Alodii Kaweckiej-Gryczowej doktoratu honoris causa; uczona, ze względu na zły stan zdrowia, nie mogła już w niej uczestniczyć.
Alodia Kawecka-Gryczowa zmarła 16 czerwca 1990 w Warszawie i pochowana została na cmentarzu Stare Powązki (kwatera 103-5-10), we wspólnym grobie z mężem Józefem. Bibliotece Narodowej, którą nazywała swoim „drugim domem”, zapisała w testamencie bogaty księgozbiór, obejmujący przeszło trzy tysiące rzadkich książek i broszur.

## Odznaczenia
- Krzyż Oficerski Orderu Odrodzenia Polski (1984),
- Krzyż Kawalerski Orderu Odrodzenia Polski (1954),
- Odznaka 1000-lecia Państwa Polskiego (1965),
- Odznaka „Zasłużony Działacz Kultury” (1965),
- Odznaka tytułu honorowego „Zasłużony dla Kultury Narodowej” (1989)[2]
- Złota Odznaka Zakładu im. Ossolińskich (1972),
- Honorowa Odznaka Stowarzyszenia Bibliotekarzy Polskich (1972),
- Odznaka Towarzystwa Przyjaciół Książki (1986).